# Anne-Lie Rininsland
Anne-Lie Rininsland, född Andersson 4 januari 1977, är en svensk beachvolleyspelare. Hon har blivit svensk mästare tre gånger: 2006 (med Camilla Nilsson), 2015 (med Karin Lundqvist) och 2016 (med Sigrid Simonsson). Tillsammans med Karin Lundvist satsatsade hon på att kvalificeras sig för OS 2016. Laget kom nia vid EM. De åkte ut i kvartsfinalen i OS-kvalet och missade därmed OS. Rininsland blev utsedd till årets beachvolleybollspelare i slutet av året.